# Guisy
Guisy (Aussprache [ɡiˈzi]) ist eine französische Gemeinde mit 273 Einwohnern (Stand: 1. Januar 2022) im Département Pas-de-Calais in der Region Hauts-de-France. Sie gehört zum Arrondissement Montreuil und zum Gemeindeverband Les 7 Vallées. Die Einwohner werden Guisitiens und Guisitiennes genannt.

## Lage
Die Gemeinde Guisy liegt im Artois am Fluss Canche, in den hier die Ternoise mündet, 20 Kilometer südöstlich von Montreuil-sur-Mer. Guisy grenzt im Norden und Osten an Hesdin-la-Forêt, im Südosten an Marconnelle, im Südwesten an Bouin-Plumoison sowie im Nordwesten an Aubin-Saint-Vaast.

## Bevölkerungsentwicklung
| Jahr                       | 1962 | 1968 | 1975 | 1982 | 1990 | 1999 | 2006 | 2014 | 2022 |
| -------------------------- | ---- | ---- | ---- | ---- | ---- | ---- | ---- | ---- | ---- |
| Einwohner                  | 95   | 108  | 154  | 170  | 218  | 272  | 310  | 274  | 273  |
| Quellen: Cassini und INSEE |      |      |      |      |      |      |      |      |      |

## Sehenswürdigkeiten
- Kirche Saint-Thomas

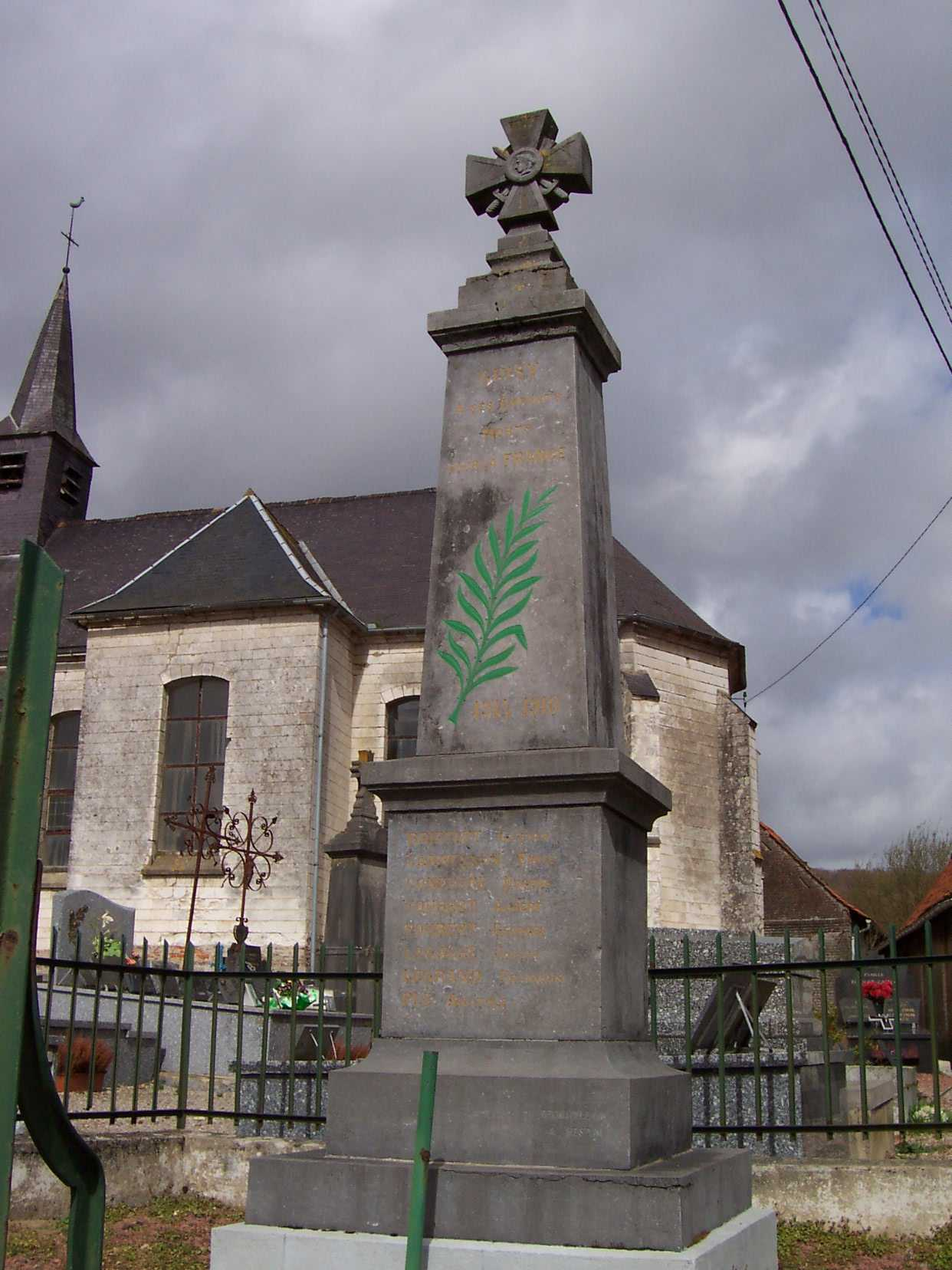
Gefallenendenkmal